# Years & Years
Years & Years (Years and Years) — сольный проект британского певца Олли Александер, выступающее в стиле электропоп. Ранее группа состояла из солиста и клавишника Олли Александера (англ. Olly Alexander), басиста Майки Голдворси (англ. Mikey Goldworthy) и Эмре Тюркмена (англ. Emre Türkmen) на синтезаторе. Музыка этой группы описывается как электропоп, смешанный с R&B и элементами хауса девяностых, с главным влиянием таких коллективов, как Flying Lotus, Diplo, Radiohead и Jai Paul.
18 марта 2021 года группа объявила, что третий альбом Years & Years находится в производстве. В тот же день группа объявила, что Голдворси и Тюркмен ушли с поста активных участников и что выступление продолжится как сольный проект Александра.  Альбом Night Call был выпущен 21 января 2022 года и дебютировал под номером один в британском чарте альбомов.

## Карьера

### Ранние годы
Группа образовалась в 2010 году после того, как Голдсворси переехал в Великобританию из Австралии и познакомился с Тюркменом в сети. В скором времени к ребятам присоединился Александер в качестве главного вокалиста после того, как Голдворси услышал, как тот поет в душе. Изначально группа состояла из пяти человек, включая Ноэла Лимана (англ. Noel Leeman),  Оливье Сюбрья (англ. Olivier Subria) и Дилана Белла (англ. Dylan Bell). Лиман покинул группу в 2013. Дилан покинул группу 16 марта 2018 года.

### 2012-2017:Communion

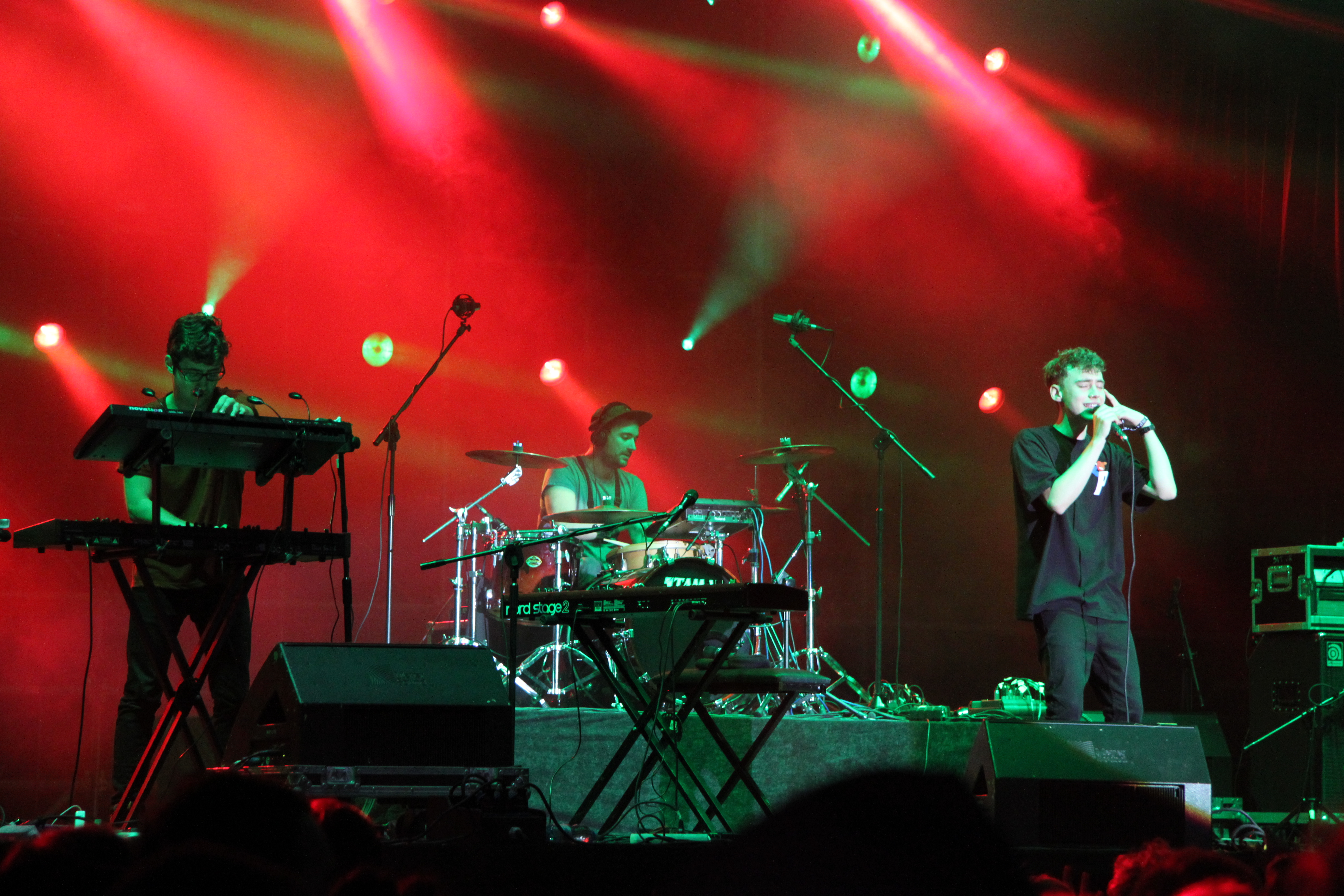
Years & Years выступают на фестивале Tauron Nowa Muzyka (Катовице, Польша)

Дебютный сингл «I Wish I Knew» был выпущен в июле 2012 лейблом Good Bait, в то время группа состояла из пяти человек. В 2013 они подписывают договор с французским лейблом Kitsuné уже как трио и выпускает второй сингл «Traps» в сентябре 2013. Их третий сингл «Real» был выпущен тем же лейблом в феврале 2014, в музыкальном видео к которому снялись актёры Бен Уишоу, участвовавший в пьесе Peter and Alice вместе с Олли Александром, а также Нейтан Стюарт-Джарретт из телесериала «Плохие».
В 2014 группа подписала контракт с Polydor Records и выпустила четвёртый сингл «Take Shelter». Мини-альбом достиг первого места в iTunes UK Singles Electronic Chart. В декабре 2014 выпущенный пятый сингл группы «Desire» достиг двадцать второго места в UK Singles Chart. В январе 2015 их шестой сингл, «King», был представлен на BBC Radio 1 и был выбран Зейном Лоу Hottest Record дня. В марте 2015 сингл поднялся на первое место Official UK Chart.
В январе 2015 Years & Years выиграли престижную премию BBC Sound of 2015. Years & Years также были номинированы на Critics Choice Award в Brit Awards 2015
18 марта 2015 Years & Years анонсировали дебютный альбом Communion, который был выпущен 10 июля 2015 лейблом Polydor.

### 2018-настоящее время:Palo Santo
Второй студийный альбом "Palo Santo" вышел 6 июля 2018. Выпустил его лейбл "Polydor". По их словам, Palo Santo - далекая планета, где живут бесполые андроиды, а люди являются объектом поклонения. Этот художественный образ появился еще до выхода лонгплея в клипе на песню «Sanctify».

## Участники
Текущие участники:
- Олли Александр — вокал, клавишные

Гастролирующие участники:
- Майки Голдворси (англ. Mikey Goldworthy) — синтезатор, клавишные, бас-гитара, акустическая баc-гитара
- Эмре Тюркмен (англ. Emre Türkmen) — синтезатор, клавишные, биты, семплы, семплинг, секвенсор, лэптоп, акустическая гитара
- Пэрис Джеффри (англ. Paris Jeffree) — ударные (живые выступления)

Бывшие участники:
- Дилан Белл  (англ. Dylan Bell) — барабанщик (живые выступления)[15] Покинул группу 16 марта 2018 года

## Дискография
- Communion[англ.] (2015)
- Palo Santo (2018)
- Night Call (2022)

## Премии и номинации
| Год  | Организатор     | Награда                         | Работа         | Результат | Ист.   |
| ---- | --------------- | ------------------------------- | -------------- | --------- | ------ |
| 2014 | Popjustice      | Popjustice £20 Music Prize 2014 | «Take Shelter» | Номинация | [ 16 ] |
| 2014 | BPI             | Critics Choice Award            | Years & Years  | Номинация | [ 17 ] |
| 2015 | mtvU            | Artist to Watch                 | Years & Years  | Победа    | [ 18 ] |
| 2015 | BBC             | BBC Sound of 2015               | Years & Years  | Победа    | [ 19 ] |
| 2015 | MTV             | MTV Brand New For 2015          | Years & Years  | Номинация |        |
| 2015 | MTV             | Best UK & Ireland Act           | Years & Years  | Номинация | [ 20 ] |
| 2015 | MTV             | Best Push                       | Years & Years  | Номинация | [ 21 ] |
| 2015 | Q Awards        | Best New Act                    | Years & Years  | Номинация | [ 22 ] |
| 2015 | UKMVA           | Best Pop Video                  | Years & Years  | Ожидается | [ 23 ] |
| 2015 | UKMVA           | Best Interactive Video          | Years & Years  | Ожидается |        |
| 2015 | UKMVA           | Best Artist                     | Years & Years  | Ожидается |        |
| 2015 | Attitude Awards | Album of the Year Award         | Years & Years  | Победа    | [ 24 ] |
| 2015 | Teen Awards     | Best British Group              | Years & Years  | Ожидается | [ 25 ] |
| 2015 | MTV             | Best New Artist Video           | Years & Years  | Победа    | [ 26 ] |
| 2015 | O2              | Artist’s Recognition Award      | Years & Years  | Победа    | [ 27 ] |